# Masalia chitinipyga
Masalia chitinipyga là một loài bướm đêm trong họ Noctuidae.